# Don’t Talk Just Kiss
Don’t Talk Just Kiss (dt. etwa Rede nicht, küss' einfach) ist ein Popsong der englischen Popgruppe Right Said Fred, bestehend aus Fred Fairbrass, Richard Fairbrass und Robert Manzoli, aus dem Jahr 1991. Der Song wurde zunächst als ihre zweite Single nach I’m Too Sexy, und im selben Jahr auf dem Album Up veröffentlicht.

## Entstehung
Produziert wurde die Aufnahme von Tommy D. Beim Lied wirkte die R&B- und Dance-Sängerin Jocelyn Brown mit. Es ist in englischer Sprache gesungen und wie andere Lieder von Right Said Fred eine Aufforderung zu sexuellem Handeln.

## Weitere Veröffentlichungen
Das Lied ist auf den Alben Up (1991) und Freadhead (2001) von Right Said Fred enthalten, außerdem auf Turn Up the Bass Megamix 1992, Volume 1.
2004 erschien das Video zum Lied auf der DVD Die 90er – Popwunder & Popsünden von RTL II.

## Erfolge
In Großbritannien kam die Single im Dezember 1991 auf Platz drei der Charts, in Deutschland erreichte sie Platz zwei. In Schweden erreichte sie Platz vier, in der Schweizer Hitparade stand sie auf Platz sieben. In den USA wurde das Lied am 27. Februar 1992 veröffentlicht. Im November 1992 erschien das Lied auf dem Sampler Bravo Hits Best of 92 und 1992 auf Bravo Hits Vol. 1. In Deutschland stand das Lied 1992 auf Platz acht der Single-Jahrescharts.
| ChartsChartplatzierungen       | Höchstplatzierung | Wochen |
| ------------------------------ | ----------------- | ------ |
| Deutschland (GfK)              | 2 (30 Wo.)        | 30     |
| Österreich (Ö3)                | 5 (19 Wo.)        | 19     |
| Schweiz (IFPI)                 | 7 (10 Wo.)        | 10     |
| Vereinigtes Königreich (OCC)   | 3 (11 Wo.)        | 11     |
| Vereinigte Staaten (Billboard) | 76 (7 Wo.)        | 7      |

## Coverversionen
Gecovert wurde das Lied von der britischen Band Flowered Up auf der 1992 veröffentlichten EP The Fred EP mit den weiteren Right-Said-Fred-Titeln I’m Too Sexy von Saint Etienne und Deeply Dippy von The Rockingbirds und im Jahr 2023 von dem deutschen Musiker und Künstler Peter Piek.